# Albrecht Krantz
Pour les articles homonymes, voir Krantz.
 (mars 2019).
Si vous disposez d'ouvrages ou d'articles de référence ou si vous connaissez des sites web de qualité traitant du thème abordé ici, merci de compléter l'article en donnant les références utiles à sa vérifiabilité et en les liant à la section « Notes et références ».
Albrecht Krantz, Albrecht Crantz ou Crantzius (1448-1517) est un historien allemand.

## Biographie
Né à Hambourg, il enseigne la philosophie et la théologie à Rostock et à Hambourg. Il s'intéresse essentiellement à l'histoire des peuples germaniques et des royaumes scandinaves, et ses travaux, remarquables pour l'époque par leur sens déjà critique, ont joui longtemps d'une grande estime.
On a de lui : 
- Vandalia, 1519 ;
- Saxonia, 1520 ;
- Chronica regnorum aquilonarium Daniae, Sueciae, et Noruagiae, Strasbourg, 1546.

Il remplit également plusieurs missions importantes pour les villes hanséatiques, et fut choisi pour médiateur entre les rois de Danemark et le Holstein en 1500.

## Bibliographe
- Marie-Nicolas Bouillet  et Alexis Chassang (dir.), « Albert Krantz » dans Dictionnaire universel d’histoire et de géographie, 1878 (lire sur Wikisource)